# Phú Thủy (xã)
Phú Thủy là một xã thuộc huyện Lệ Thủy, tỉnh Quảng Bình, Việt Nam.

## Địa lý
Xã Phú Thủy nằm phía tây bắc huyện Lệ Thủy, có vị trí địa lý:
- Phía đông xã Mai Thủy
- Phía tây giáp thị trấn Nông trường Lệ Ninh và xã Ngân Thủy
- Phía bắc giáp xã Sơn Thủy
- Phía nam giáp xã Kim Thủy.

Xã Phú Thủy có diện tích 45,66 km², dân số năm 2019 là 6.618 người, mật độ dân số đạt 145 người/km².
Xã có địa hình phía Tây là đồi núi.
Là địa phương có vị trí địa lý thuận lợi. Toàn xã có hai con sông chảy qua, sông Văn Thạch chảy từ hướng Tây xuống Hói Cùng đổ vào sông Kiến Giang thuộc địa phận xã An Thủy và sông Phú Hòa có thượng nguồn tự đập chứa nước Phú Hòa chạy xuống sông Kiến Giang (địa phận Xã Lộc Thủy). Sông Phú Kì thuộc địa phân thôn Tam Hương chảy xuống sông Kiến Giang

## Hành chính
Xã Phú Thủy được chia thành 5 thôn: Thạch Bàn, Văn Xá, Phú Hòa, Tam Hương, Phú Xuân.

## Kinh tế
Kinh tế chủ yếu là nông nghiệp, tiểu thủ công nghiệp. 

## Giao thông
Tổng chiều dài từ Bắc vào Nam xã Phú Thủy dài khoảng 6,5 km bắt đầu từ thôn Tam Hương kết thúc tại thôn Thạch Bàn với ga Phú Hòa.
Xã có hai tỉnh lộ đi qua: ĐT.565, Đường tỉnh 16 và Đường mòn Hồ Chí Minh.
Xã Phú Thủy tham gia lễ hội đua thuyền truyền thống trên sông Kiến Giang năm 2016 đoạt giải nhì hai năm liên tiếp 2016 - 2017 và đạt giải nhất năm 2018.